# Chandler Falls
Chandler Falls – wodospad położony w Australii (Nowa Południowa Walia)  w Wielkich Górach Wododziałowych. Wodospad jest na rzece Chandler Creek i ma wysokość 220 metrów. Leży w odległości około 750 metrów od wodospadu Wollomombi.